# Бегна
Бегна, още Байна или Баня (на гръцки: Άγιος Σπυρίδωνας, Агиос Спиридонас, катаревуса Άγιος Σπυρίδων, Агиос Спиридон, до 1926 година Μπέγνα, Бегна), е бивше село в Република Гърция, на територията на дем Воден (Вегоритида), област Централна Македония.

## География
Развалините на селото са разположени на северозападния бряг на Островското езеро, северно от Пътеле и източно от Острово.

## История

### В Османската империя
Във втората половина на XV век селото е дервентджийско и попада в Леринската нахия.
Селото се разпада в началото на XIX век, поради зулумите на разбойнически банди. Селяните се изселват предимно в Острово, Чеган и Пътеле. По-късно селяните от Чеган изграждат там колиби, за да може по-лесно да обработват отдалечените си имоти.
В 1848 година руският славист Виктор Григорович описва в „Очерк путешествия по Европейской Турции“ Баината като българско село.
В „Етнография на вилаетите Адрианопол, Монастир и Салоника“, издадена в Константинопол в 1878 година и отразяваща статистиката на населението от 1873 година, Бегна (Bégna) е посочено като село с 28 домакинства и 103 жители помаци.

### В Гърция
През Балканската война селото е окупирано от гръцки части и остава в Гърция след Междусъюзническата война. В 1926 селото е прекръстено на Агиос Спиридон.
| Година    | 1913 | 1920 | 1928 | 1940 | 1951 | 1961 | 1971 | 1981 | 1991 | 2001 | 2011 | 2021 |
| --------- | ---- | ---- | ---- | ---- | ---- | ---- | ---- | ---- | ---- | ---- | ---- | ---- |
| Население | 48   |      | 25   |      |      |      |      |      |      |      |      |      |